# إسحاق ر. شيروود
إسحاق ر. شيروود (بالإنجليزية: Isaac R. Sherwood) هو قاضي وضابط ومُحرِّر وسياسي أمريكي، ولد في 13 أغسطس 1835 في الولايات المتحدة، وتوفي في 15 أكتوبر 1925 في توليدو في الولايات المتحدة. حزبياً، نشط في الحزب الجمهوري والحزب الديمقراطي. وقد انتخب عضو مجلس النواب الأمريكي.